# Овијар
Овијар (фр. Auvillars) насеље је и општина у северној Француској у региону Доња Нормандија, у департману Калвадос која припада префектури Лисје.
По подацима из 2011. године у општини је живело 225 становника, а густина насељености је износила 19,36 становника/km². Општина се простире на површини од 11,62 km². Налази се на средњој надморској висини од 100 метара (максималној 154 m, а минималној 36 m).

## Демографија
| 1962. | 1968. | 1975. | 1982. | 1990. | 1999. | 2011. |
| ----- | ----- | ----- | ----- | ----- | ----- | ----- |
| 146   | 185   | 177   | 158   | 178   | 178   | 225   |

График промене броја становника у току последњих година